# Blênio-pérsico
O blênio-pérsico (Ecsenius midas), também conhecido como blênio-midas, blênio-cauda-de-lira ou blênio-dourado, é uma espécie de blênio do gênero Ecsenius, da família Blenniidae. É uma das poucas espécies de blênios que podem habitar a coluna d'água, pois a grande maioria dos membros da família Blenniidae, preferem habitats bentônicos.

## Etimologia
A etimologia de Ecsenius não é explicada, talvez ec -, de ec-qui , realmente; senio , seis cada, referindo-se à fileira lateral de 6-7 dentes cardiiformes, que se estendem para trás na mandíbula, considerado seu principal caráter distintivo. Já Midas, é uma homenagem ao rei Midas, da mitologia grega, que transformava tudo o que tocava em ouro, referindo-se à cor dourada de seu corpo.

## Aparência
Um pequeno peixe de corpo comprido, que possui a coloração dourada em todo o corpo, além de possuir um contorno azul nos olhos.

## Biologia
Vivem em recifes de corais de águas calmas e rasas, por possuir a coloração dourada, facilmente se infiltram nos cardumes de anthias-dourados (Pseudanthias squamipinnis) para se alimentarem de plâncton, além de receberem a proteção de estarem no cardume. Os jovens vivem próximos aos bentos, se escondendo entre corais e rochas.

## Distribuição
São nativos do Indo-Pacífico, dês do Golfo de Aqaba até o sudeste da África, para as Ilhas Marquesas, Palau e Tonga.

## Usos humanos
Frequentemente são capturados para o comércio de peixes ornamentais.